# Clay Office and Conference Center
La Clay School (o Clay Office and Conference Center) es un complejo de oficinas que anteriormente fue una escuela ubicado en 453 Martin Luther King, Jr. Boulevard en Midtown Detroit, Míchigan. Es el edificio escolar más antiguo de la ciudad. Fue incluido en el Registro Nacional de Lugares Históricos y designado Sitio Histórico del Estado de  en 1982.

## Historia
En 1873, se construyó una escuela de estructura en este lugar para atender a los niños que viven en el área. En 1888, la escuela marco se trasladó al lado norte de la ciudad y se reemplazó por la estructura actual. El edificio fue diseñado por el arquitecto J.B. Tarleton, quien se desempeñó como arquitecto de la Junta de Educación de Detroit de 1884 a 1890. Esta es la única escuela que él diseñó que todavía está en pie.
El edificio sirvió como escuela primaria hasta 1923. Durante los siguientes ocho años, fue un centro para niños con problemas de disciplina, y luego fue utilizado como sede de estudios vocacionales y como oficinas administrativas del Centro de Enfermería Práctica. En 1981, el edificio se vendió a un promotor, quien lo convirtió en espacio de oficinas.

## Arquitectura
La Clay School es una estructura de ladrillos de dos pisos, que mide 21,94 de ancho por 24,38 metros de largo, con sótano alto y techo a cuatro aguas. El sótano está marcado en la parte superior con una línea de piedras exteriores. La fachada frontal tiene un pabellón central con una entrada arqueada decorada en piedra. La torre saliente central originalmente estaba coronada con una cúpula de madera, que se eliminó en la década de 1970.
En el interior, el primer y segundo piso contienen cada uno cuatro aulas con vestidores. El nivel del sótano contiene la sala de calderas y los baños. El interior contiene la moldura original, incluido el revestimiento de madera en los pasillos, las puertas de madera para las aulas con travesaños, molduras de puertas y ventanas, zócalos altos y pisos de madera.